# Estación González Moreno
González Moreno es una estación ferroviaria ubicada en la localidad de González Moreno, partido de Rivadavia, Provincia de Buenos Aires, Argentina.

## Ubicación
La estación se encuentra a 543 km de la Ciudad Autónoma de Buenos Aires.

## Servicios
No presta servicios de pasajeros. Sus vías están concesionadas a la empresa de cargas Ferroexpreso Pampeano